# Cambridge (miasto w hrabstwie Washington)
Cambridge – miasto w Stanach Zjednoczonych, w stanie Nowy Jork, w hrabstwie Washington.